# SMS Baden
Pour les articles homonymes, voir Baden.
Le SMS Baden est un cuirassé de type dreadnought de classe Bayern construit pour la marine allemande pendant la Première Guerre mondiale, et nommé d'après l'État allemand du grand-duché de Bade.
Sa construction dura d'octobre 1915 à mars 1917 : il fut le dernier cuirassé allemand lancé avant l'armistice de 1918. Ses navires jumeaux - le Sachsen et le Württemberg - n'étaient pas terminés quand la guerre prit fin. 
Avec le Bayern, le Baden était le navire le plus puissamment armé de la Kaiserliche Marine.

## Construction
Le Baden a été commandé sous le nom provisoire de Ersatz Wörth en 1912, grâce à la quatrième et dernière loi navale allemande votée cette année-là. La construction a débuté aux chantiers navals de Schichau-Werke à Dantzig (aujourd'hui Gdańsk) sous le numéro de construction 913 le 20 décembre 1913. Elle a pris fin le 14 mars 1917. Elle a coûté à l'époque 49 millions de Goldmark. Ses deux navires-jumeaux, le Sachsen et le Württemberg, n'ont pas été achevés avant la fin de la Première Guerre mondiale et ont été démantelés par la suite, faisant du Baden le dernier navire de guerre construit pour la Kaiserliche Marine.

## Conception
La classe Bayern est une amélioration de la classe König. Il avait été envisagé de la doter de tourelles triples de 305 mm comme la classe Tegetthoff de la Marine austro-hongroise. Mais posant trop de problèmes techniques, elle fut armée avec des tourelles doubles de 380 mm.
Le Baden mesurait 179,4 m à la ligne de flottaison et 180 m hors tout. Il avait un tirant d'eau compris entre 9,3 m et 9,4 m et un déplacement de 28 530 tonnes à vide et de 32 200 tonnes à pleine charge. Le déplacement du Baden était 3 000 tonnes plus important que les navires de la classe König en faisant le plus gros navire de guerre jamais construit pour la Kaiserliche Marine. La vitesse maximale prévue était de 21 nœuds (39 km/h), mais lors des tests la vitesse de 22,1 nœuds a été atteinte (40,9 km/h).

## Histoire

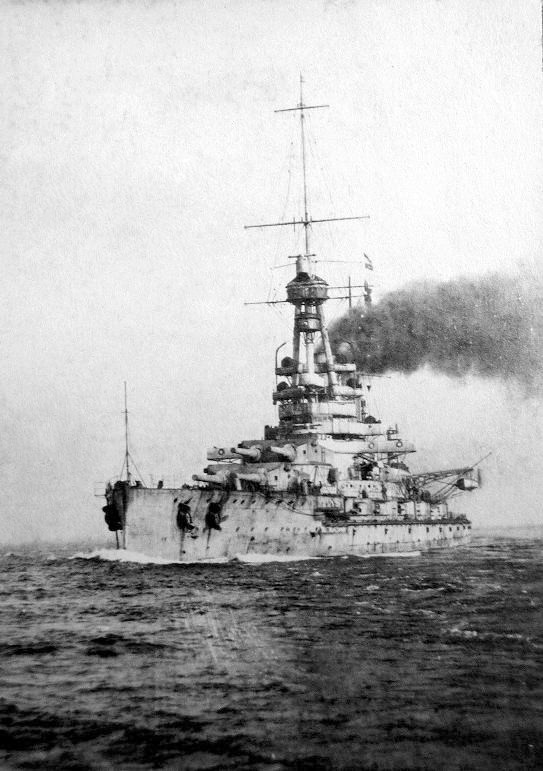
Le Baden en mer.

À la fin du mois d'août 1917, le Baden, navire-amiral de la Hochseeflotte (position qu'il conserva jusqu'au terme du conflit, remplaçant là le Friedrich der Große), emmena l'empereur Guillaume II et l'amiral Franz von Hipper visiter l'île fortifiée de Heligoland (le croiseur de bataille SMS Derfflinger, les croiseurs légers SMS Emden et SMS Karlsruhe servant d'escorte).
Il participa ensuite, en octobre, à l'opération Albion, dans le golfe de Riga.

### L'opération du 23 avril 1918
Fin 1917, les forces légères de la Hochseeflotte se mirent en chasse de convois britanniques au large de la Norvège.
Le 17 octobre, les croiseurs SMS Brummer et SMS Bremse interceptèrent un convoi, coulant neuf navires de charge (sur un total de douze), et leurs deux destroyers d'escorte.
Le 12 décembre, quatre destroyers allemands coulèrent cinq navires de transport ainsi qu'un destroyer.
À la suite de cela, l'amiral David Beatty (commandant de la Grand Fleet) ordonna le détachement de bâtiments de la flotte principale pour  protéger les convois, ce qui offrit à la Kaiserliche Marine une occasion qu'elle attendait depuis le début de la guerre : l'isolement et la destruction d'éléments de la Grand Fleet, séparés du gros de la flotte anglaise.
Le vice-amiral Franz von Hipper planifia l'opération : les navires de bataille du 1er groupe de reconnaissance — accompagnés de croiseurs légers et de destroyers — attaqueraient un convoi pendant que le reste de la Hochseeflotte, restant en retrait, attaquerait les cuirassés britannique venus à la rescousse...
On remarque là que d'une manière ou autre, les responsables naval allemands connaissent parfaitement ou presque les projets et mouvements de la flotte anglaise, situation qui se confirme avec le  débarquement aux Dardanelles en 1915, ou une armée turque s'était solidement retranchée sur le lieu isolé prévu par les Britanniques pour le débarquement de leurs troupes... 
Cette connaissance des services allemands des plans de la marine anglaise n'a jamais fait l'objet d'études ou d'un livre, comme il n'est jamais mis en avant non plus la possibilité qu'eut Basil Zaharoff de vendre sans problème des armes à la Triple-Entente et à la Triple-Alliance pendant toute la durée du conflit...
Quoi qu'il en soit, à 5 h du matin le 23 avril 1918, la flotte allemande se met en route depuis la rade de Schillig pour intercepter un convoi et réaliser le plan de l'amiral Hipper, qui, à bord du "SMS Baden", ordonne de réduire les transmissions sans fil au minimum, afin d'éviter les interceptions de messages par les Britanniques.
À 6 h 10, les navires sont à 60 km au sud de Bergen. 
Le SMS Moltke eut alors une grave avarie de machines et perdit une hélice, ce qui l'obligea à rebrousser chemin...
Hipper continua sa route vers le nord, mais ne trouvant aucun navire anglais, il ordonna à 14 h 10  l'arrêt de l'opération. 
Un convoi anglais prit la mer un jour plus tard...
Le 24 mai, le "Baden" transporta l'amiral Reinhard Scheer et le grand-duc Frédéric II de Bade pour une visite sur l'île de Heligoland.

### Mutineries de Kiel
Contexte : l'Amirauté ordonne d'appareiller le 24 octobre 1918 pour une opération visant à attaquer directement  la Grand Fleet dans ses ports afin de rompre le blocus que subissait l'Allemagne, mais les marins du SMS Thüringen se mutinèrent , suivis par l'équipage du SMS Helgoland... Les mutins se rendirent cependant, à la suite des menaces de deux torpilleurs d'ouvrir le feu, et furent débarqués et incarcérés. L'humeur de nombre d'équipages, dont celui du "Baden", s'enflamma ensuite, et le 3 novembre, environ 20 000 marins, dockers et autres civils manifestèrent dans les rues de Kiel pour une cessation des hostilités...

### Scapa Flow
Après l'armistice le "Baden" dut se rendre à Scapa Flow, où il se saborda le 21 juin 1919, mais des marins britanniques parvinrent cependant à sécuriser le navire et le faire s'échouer en eaux peu profondes (Il fut le seul navire capital à ne pas couler). Il fut totalement renfloué en juillet..

### Service britannique
Remorqué jusqu'au port d'Invergordon, le Baden fut inspecté par les techniciens de la Royal Navy, qui déduisirent qu'il était l'équivalent de leurs navires "Classe Revenge".
En janvier 1921, il servit de navire cible, le HMS Excellent testant sur lui de nouveaux projectiles anti-blindage afin de trouver le ratio d'explosif le plus performant dans les capuchons de détonateur, les obus britanniques ayant tendance à se fragmenter lors des impacts plutôt que pénétrer les blindages...
De nouveaux obus furent ainsi conçus, suffisamment puissants pour pénétrer le blindage lourd, et beaucoup plus efficaces que ceux utilisés lors de la bataille du Jutland.
Une seconde batterie de tests fut effectuée en août 1921 : Le monitor HMS Erebus tira différents types d'obus de 38 cm sur le Baden, et 
Six bombes aériennes furent également testées sur le navire : chargées à bord puis déclenchées à distance, elles ne donnèrent pas les résultats attendus...
Une conclusion de ces tests fut que le blindage médian des navires 18 cm était complètement inutile contre les obus de gros calibre, et par conséquent la marine britannique adopta le principe du blindage « tout ou rien » développé par l'US Navy : la ceinture blindée était haute et épaisse, mais les extrémités du navire étaient complètement dépourvues de blindage. Ce système fut utilisé sur les cuirassés  classe Nelson.
Puis l'épave du SMS Baden fut remorquée en haute mer et coulée à une profondeur d'environ 180 mètres dans la fosse des Casquets, le 16 août 1921.